# Pleiocarpa
Pleiocarpa é um género botânico pertencente à família Apocynaceae.